# Guglielmo Stendardo
Guglielmo Stendardo, italijanski nogometaš, * 6. maj 1981, Neapelj, Italija.
Stendardo je nekdanji nogometni branilec. V svoji karieri je nastopal za Napoli, Sampdorio, Salernitano, Catanio in Perugio, Lazio, Atalanto in Pescaro.